# Krandon (Kesesi)
Krandon is een bestuurslaag in het regentschap Pekalongan van de provincie Midden-Java, Indonesië. Krandon telt 2996 inwoners (volkstelling 2010).